# Maruts

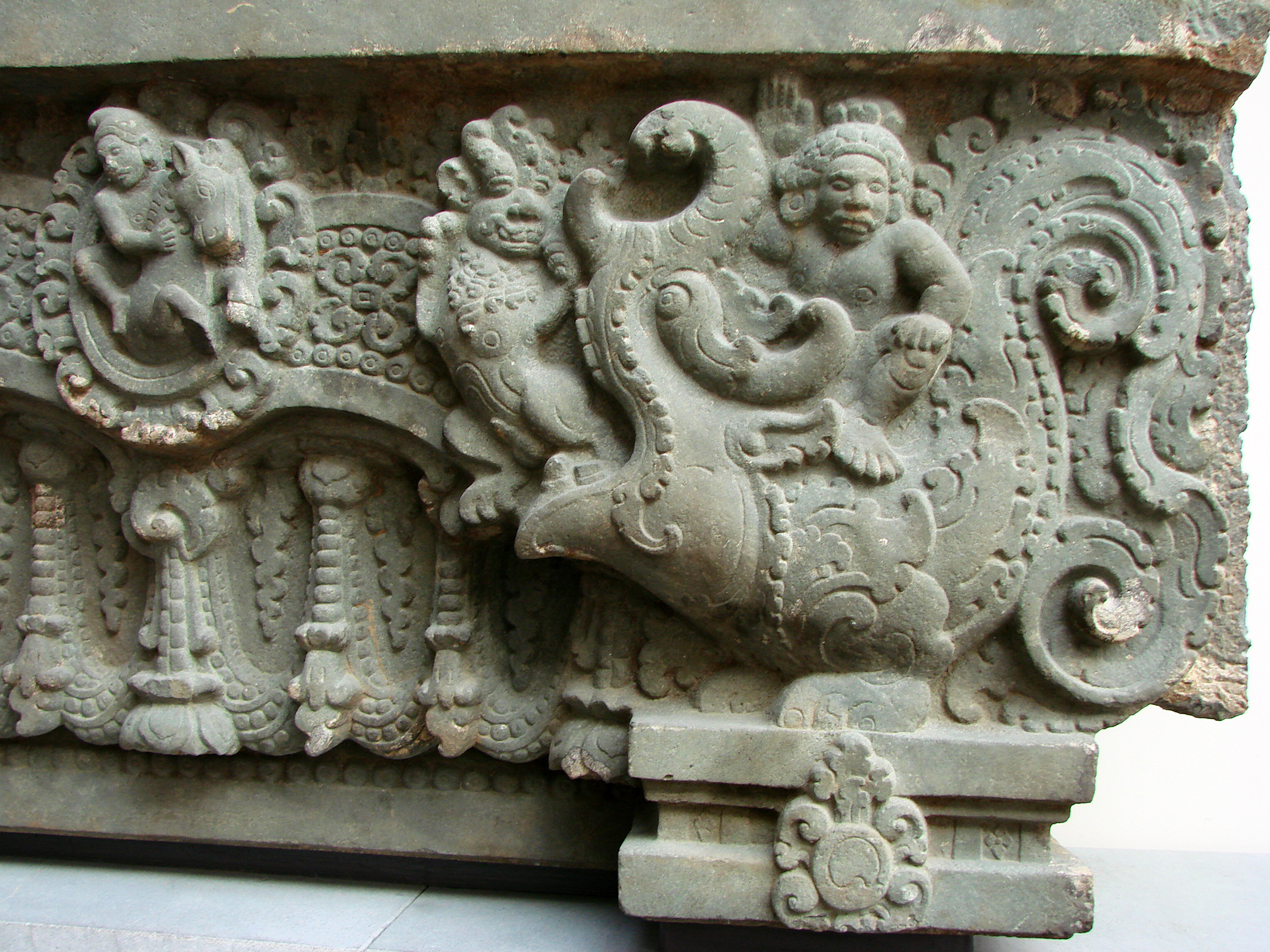
Marutas

Die Maruts (Sanskrit मरुत् marut m.Sg.) oder Marutas, auch Rudras genannt, sind vedische untergeordnete Gottheiten der Stürme, des Windes und des Regens. Sie sind entweder die Söhne Rudras mit der Kuh Prishni oder seltener des Vayu und bilden das Gefolge Indras. Innerhalb der verschiedenen vedischen Götterklassen gehören die Maruts zu den Luftgottheiten. Ihr Charakter ist aggressiv, wild, unbändig, gefräßig, stürmisch und launisch. Ihre Zahl wird unterschiedlich angegeben; bald ist die Rede von 27 Maruts, bald von 60 oder 180. Dargestellt werden sie in goldener Rüstung mit goldenen Helmen und Brustpanzern. Sie tragen Donnerkeile und Blitzpfeile. Mit ihren goldenen Äxten zerschneiden sie die Wolken und sorgen so für Regen. Deswegen identifizierte man die Maruts zuweilen auch mit den Wolken selbst. Sie können auch großen Schaden anrichten, so brennen sie beispielsweise ganze Wälder nieder, fällen Bäume oder erschüttern die Berge. In der 66. Hymne des VI. Buchs der Rigveda ist die Beziehung der Maruts zu ihrem Schöpfer Rudra im Bild eines stürmischen Gewitters geschildert.

## Geburt
Eine berühmte Geschichte erzählt von ihrer Geburt: Die Göttin Diti wollte hundert Jahre schwanger bleiben, damit ihre Söhne so mächtig wie möglich werden. Der Gott Indra schnitt jedoch ihren gewaltigen Bauch mit einem Donnerkeil auf, damit die Söhne Ditis – die Maruts – vorzeitig geboren werden. Fortan waren die Maruts die Diener Indras bei Hofe und seine ständigen Kampfgefährten. Sie greifen jedoch nicht aktiv in die Kampfhandlungen ein, sondern unterstützen Indra moralisch durch ihre pure Anwesenheit und ihre Bardengesänge.